# Aenictes
Aenictes is een geslacht van vlinders van de familie spanners (Geometridae), uit de onderfamilie Ennominae.

## Soorten
- A. basivirida Schaus, 1901
- A. muscivaria Warren, 1904
- A. polygrapharia Herrich-Schäffer, 1856
- A. sororcula Warren, 1904